# Your Name
Your Name. (japanska: 君の名は。, Kimi no na wa., "Ditt namn."?) är en animerad japansk dramakomedi från 2016. Den är regisserad av Makoto Shinkai, som också skrivit filmens manus. Filmen är baserad på Shinkais bok med samma namn, publicerad en månad före filmen. Your Name berättar historien om en kvinnlig gymnasist från landet och en manlig gymnasist från Tokyo som byter kropp med varandra.
Filmen blev en oväntad bioframgång i Japan, med totalt 18,9 miljoner sålda biobiljetter (fjärde största biljettförsäljningen för en film i Japan, bland animerade filmer endast överträffat av Spirited Away). Hösten 2016 toppade Your Name den japanska biostatistiken nio veckor i rad. Filmen väntades få biodistribution i 92 länder och hade svensk premiär på ett antal orter den 12 april 2017.

## Handling
Handlingen utspelas dels i småstaden Itomori i den bergiga Hida-regionen, dels i storstaden Tokyo. Huvudpersonerna är två gymnasister, där den ena, Mitsuha, är trött på livet på landet och önskar att hon vore en snygg kille från Tokyo. Hon tar hand om en släkthelgedom. Den andra huvudpersonen, Taki, bor i Tokyo.
I filmen byter de två huvudpersonerna kroppar med varandra, vilket har sina sidor. Och det byts tillbaka. Parallellt med att Taki och Mitsuha försöker vänja sig vid det hela, funderar de omkring varför det hela sker, om det finns en djupare orsak.

## Rollista
| NTT Docomo Yoyogi-tornet samt järnvägsstationen i Hida, med två av miljöerna för handlingen i filmen. |  | NTT Docomo Yoyogi-tornet samt järnvägsstationen i Hida, med två av miljöerna för handlingen i filmen. |
| NTT Docomo Yoyogi-tornet samt järnvägsstationen i Hida, med två av miljöerna för handlingen i filmen. |  | |

Tokyo
- Taki Tachibana (立花 瀧, Tachibana Taki; japanskt tal Ryunosuke Kamiki, svensk dubb Yohio[2]) ♂ – gymnasieelev i Tokyo, arbetar deltid på en italiensk restaurang, är vänlig men otålig till sättet.
- Tsukasa Fujii (藤井 司, Fujii Tsukasa, svensk dubb Joakim Tidermark[3]) ♂ – en av Takis vänner i skolan, är orolig för Takis nya/omväxlande beteende.
- Shinta Takagi (高木 真太, Takagi Shinta, svensk dubb Lucas Krüger[3]) 	♂ – en av Takis vänner i skolan, optimist och hjälpsam.
- Miki Okudera (奥寺 ミキ, Okudera Miki, svensk dubb Ester Sjögren[3]) ♀ – universitetsstudent som arbetar på samma restaurang som Taki. Taki är vid tiden för handlingens början, i likhet med flera av sina kollegor, förälskad i henne, men hans känslor omprövas under handlingens gång. Miki Okudera blir romantiskt intresserad av Taki först då det är Mitsuha som kontrollerar hans kropp, varvid Taki uppskattas för sin nyupptäckta feminina sida och söthet.

Itomori
- Mitsuha Miyamizu (宮水 三葉, Miyamizu Mitsuha; japansk tal Mone Kamishiraishi, svensk dubb Nova Miller[2]) ♀ – gymnasieelev i småstaden Itomori, rak och bestämd till sättet, ogillar problemen kring släkthelgedomen, önskade hon bodde i Tokyo.
- Katsuhiko "Tessi" Teshigawara (勅使河原 克彦, Teshigawara Katsuhiko, svensk dubb Jonas Bane[3]) ♂ – vän till Mitsuha, expert på teknik och särskilt sprängmedel.
- Sayaka Natori (名取 早耶香, Natori Sayaka, svensk dubb Julia Kedhammar[3]) ♀ – vän till Mitsuha, nervöst lagd, förnekar kraftigt att hon känner dragning till Katsuhiko.
- Yotsuha Miyamizu (宮水 四葉, Miyamizu Yotsuha, svensk dubb Marta Ruthström[3]) ♀ – Mitsuhas yngre syster, bor med henne och deras mormor tycker att Mitsuha är lite galen men älskar henne ändå.
- Toshiki Miyamizu (宮水 俊樹, Miyamizu Toshiki, svensk dubb Hasse Jonsson[3]) ♂ – far till Mitsuha och Yotsuha, borgmästare i Itomori, före detta etnolog, strikt och präglad av vad han fått uppleva i livet.
- Futaba Miyamizu (宮水 二葉, Miyamizu Futaba) ♀ – Mitsuhas och Yotsuhas avlidna mor.
- Hitoha Miyamizu (宮水 一葉, Miyamizu Hitoha, svensk dubb Irene Lindh[3]) ♀ – den som styr släkthelgedomen, mormor till Mitsuha och Yotsuba.
- Yukari Yukino (雪野 百香里, Yukino Yukari) ♀ – Mitsuhas, Tessis och Sayakas lärare i japansk litteratur; rollfiguren förekommer även i den tidigare filmen Kotonoha no niwa.

## Produktion och mottagande
Your Name animerades av Comix Wave Films, som även producerat Shinkais andra filmer, med Tōhō som distributör. I filmen återkommer bland annat rollfiguren "Yukari Yukino" (lärare) från Shinkais föregående film Kotonoha no niwa. Inspiration till själva historien kommer bland annat från Shūzō Oshimis Boku wa Mari no naka ('inuti Mari'), Ranma ½, romanen  Torikaebaya monogatari från Heianperioden och Greg Egans novell "The Safe-Deposit Box".
Den lilla staden Itomori i filmen är fiktiv, men den har hämtat inspiration från ett antal verkliga orter och platser. Dessa inkluderar staden Hida in Gifu prefektur och dess stadsbibliotek.

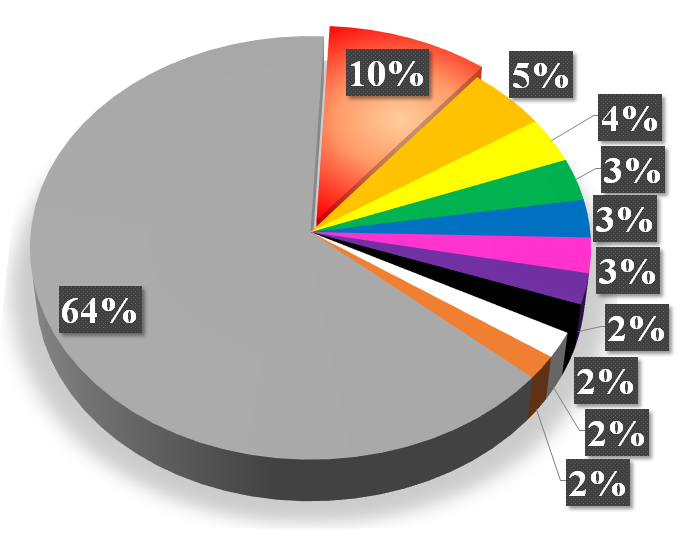
Fördelning av biljettintäkterna på japanska biografer under 2016. Your Name tog hand om 10 procent av omsättningen, med Star Wars: The Force Awakens på andra plats med 5 procent.

### Distribution och försäljning
Filmens världspremiär skedde 7 juli 2016 på Anime Expo i Los Angeles, och den japanska biopremiären ägde rum 26 augusti samma år.
Filmen har också blivit en stor kommersiell succé, både i hemlandet och internationellt. I Japan är den (mars 2017) den fjärde mest framgångsrika biofilmen någonsin, räknat på biointäkter, efter att bland annat legat minst nio veckor i rad som etta på den inhemska biotoppen. Sammanlagt har den fram till mars 2017 inkasserat motsvarande cirka 2,78 miljarder SEK i biljettintäkter. I Japan har den sålt 18,9 miljoner biobiljetter (vilket placerat den som inhemsk tvåa efter Spirited Away), medan den i både Thailand och Kina blivit mest framgångsrika japanska film på biorepertoaren. Enligt uppgift hade den i Kina premiär på 81 518 (!) biografdukar.
Sammanlagt beräknas filmen få biopremiär i 92 länder.
Den svenska biopremiären skedde i Stockholm 9 april 2017, med premiärer på fler orter 12 april, efter att Stockholms filmfestival premiärvisat en engelsktextad version 20 november 2016. Förutom originaltal med svensk textning distribueras också en svensk dubbning. Filmen gick upp på minst 29 biografer på 16 orter, i en blandning av visningar med svenskt eller japanskt tal (vissa biografer väljer det enda, andra biografer det andra).
Den svenska distributören Triart har i likhet med en mängd andra internationella filmdistributörer valt att marknadsföra filmen under den "internationella" engelskspråkiga titeln Your Name istället för att översätta den till svenska. I den svenskdubbade versionen görs huvudrollernas röster av Yohio och Nova Miller).

### Kritikermottagande
Your Name har uppmärksammats både för sin bländande animering, handling, humor och känslomässiga tyngd. Den allmänna konsensusen bland kritikerna på kritikaggregeringssajten Rotten Tomatoes har noterats som "Den är lika vackert animerad som känslomässigt tillfredsställande, och den lägger till ytterligare ett enastående kapitel till manusförfattaren och regissören Makoto Shinkais filmografi". Gillandegraden på Rotten Tomatoes låg i början på april 2017 på 98 procent (39 positiva och en negativ recension).
Bland de fåtaliga negativa recensenterna finns Moviemails Mike McCahill, som anser att filmen lägger för mycket vikt på söta rollfigurer och för lite på att berätta en historia, samt att den endast delvis är känslomässigt övertygande. Själv anser regissören att filmen kunde ha blivit ännu mer lyckad, och han anser att filmens oväntade framgång och den stora uppmärksamheten omkring den till och med stört hans egen verksamhet som regissör och animatör. Filmen hade begränsad premiär i Los Angeles i december 2016, för att kunna kvalificera sig för nominering till 2017 års Oscarsgala, och Oscarsdiskussioner har cirkulerat kring filmen. Filmen nominerades dock aldrig till Oscar för bästa animerade film.